# Chiesa dei Santi Francesco e Bernardino (Guastalla)
La chiesa dei Santi Francesco e Bernardino, con annesso monastero dei Cappuccini, è un edificio religioso di Guastalla, in provincia di Reggio Emilia e diocesi di Reggio Emilia-Guastalla.

## Storia e descrizione
La chiesa, a navata unica, venne eretta dai frati Cappuccini, chiamati a Guastalla dal duca Ferrante II Gonzaga, che pose la prima pietra nel 1591. Tra i benefattori del convento vi furono Margherita d'Este, figlia del duca di Modena Alfonso III d'Este e moglie di Ferrante III Gonzaga, duca di Guastalla, nonché Margherita Gonzaga, sorella di Ferrante II e moglie di Vespasiano I Gonzaga, duca di Sabbioneta, che nella chiesa venne sepolta nel 1618. La chiesa venne consacrata nel 1604 alla presenza del vescovo di Mantova Francesco Gonzaga. Agli inizi del XVIII secolo la chiesa subì importanti modifiche.
Nel 1810 il convento venne chiuso e nel 1816 la superficie del chiostro venne destinata ad uso cimiteriale. La chiesa è stata riaperta al culto nel 1997 dopo anni di abbandono. 